# Papasan

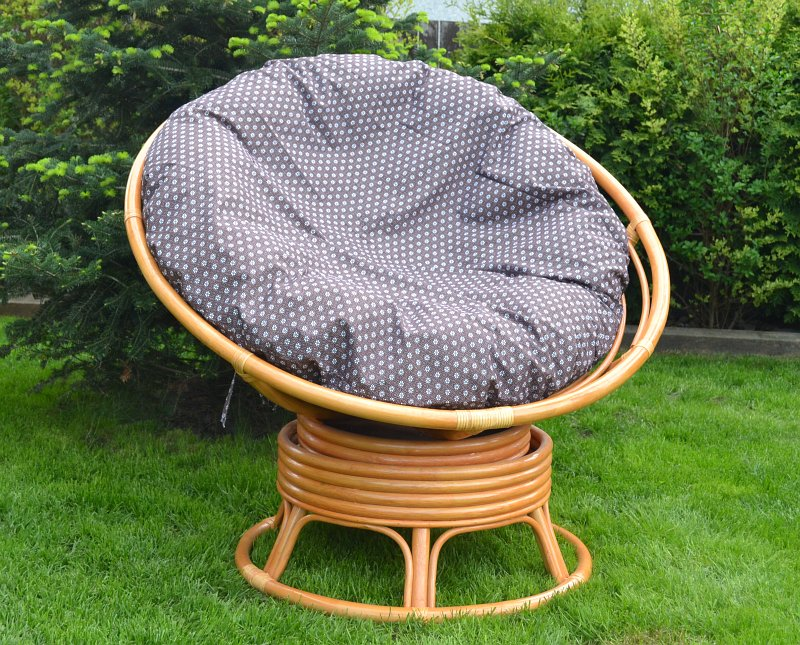
Křeslo papasan

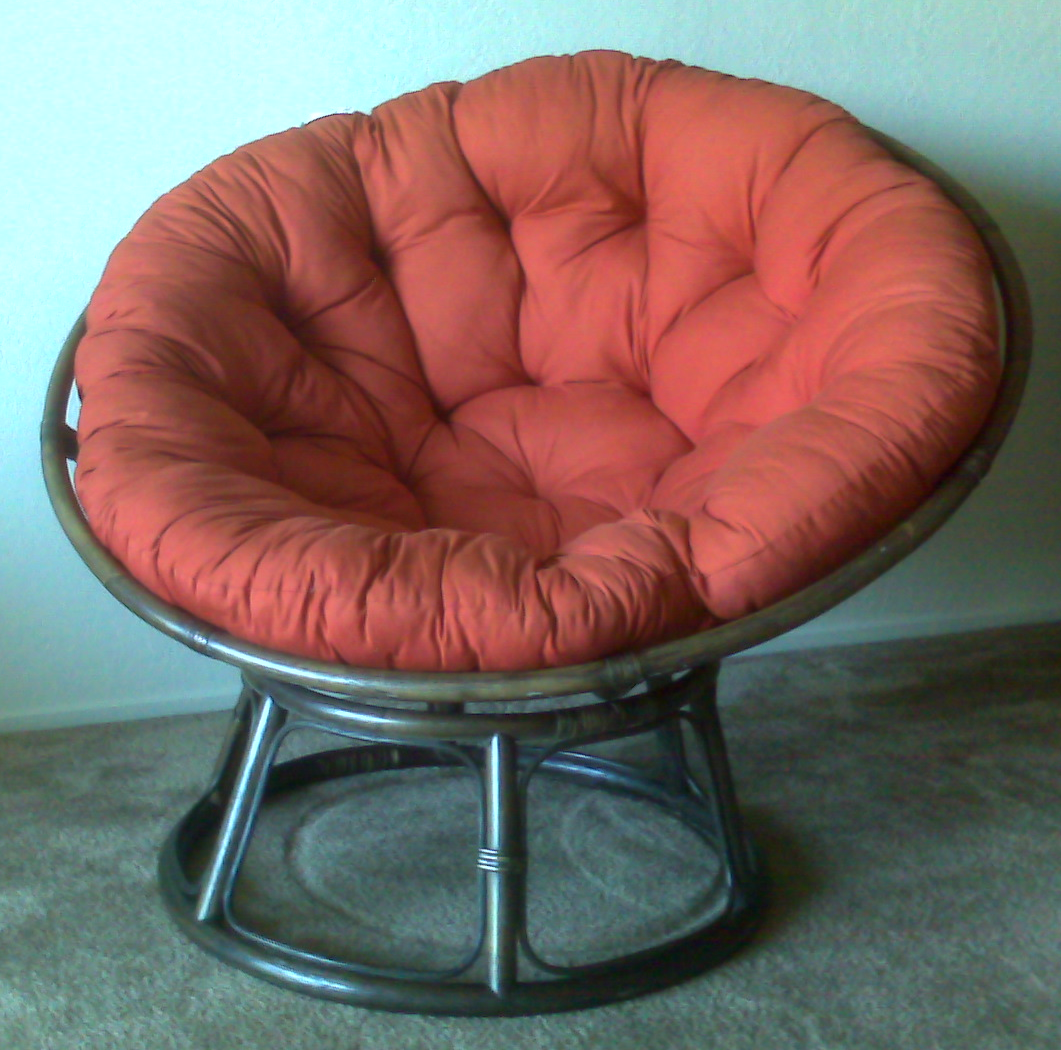
Papasan z barveného ratanu

Papasan (vietnamsky laskavý starý dědeček, angl. též Bowl chair (Miskové křeslo) nebo Moon chair(Měsíční křeslo) je lehké dvoudílné křeslo kruhového nebo oválného půdorysu, které se obvykle vyrábí z ratanu nebo podobných přírodních materiálů.

## Historie
Papasan pochází z Dálného Východu (Thajsko, Vietnam, Filipíny, Japonsko), kde v něm sedával patriarcha domu, zatímco ostatní členové rodiny seděli na zemi. Mísovitý tvar sedáku se osvědčil také jako postýlka pro kojence a batolata. Do Spojených států a do Evropy se papasany dostaly poprvé snad v padesátých letech prostřednictvím vojáků bojujících v Indočíně a jako módní suvenýry od roku 1970 během války ve Vietnamu. V 70. - 80. letech se stalo ikonickým křeslem v nonkonformních interiérech mládeže.    

## Konstrukce

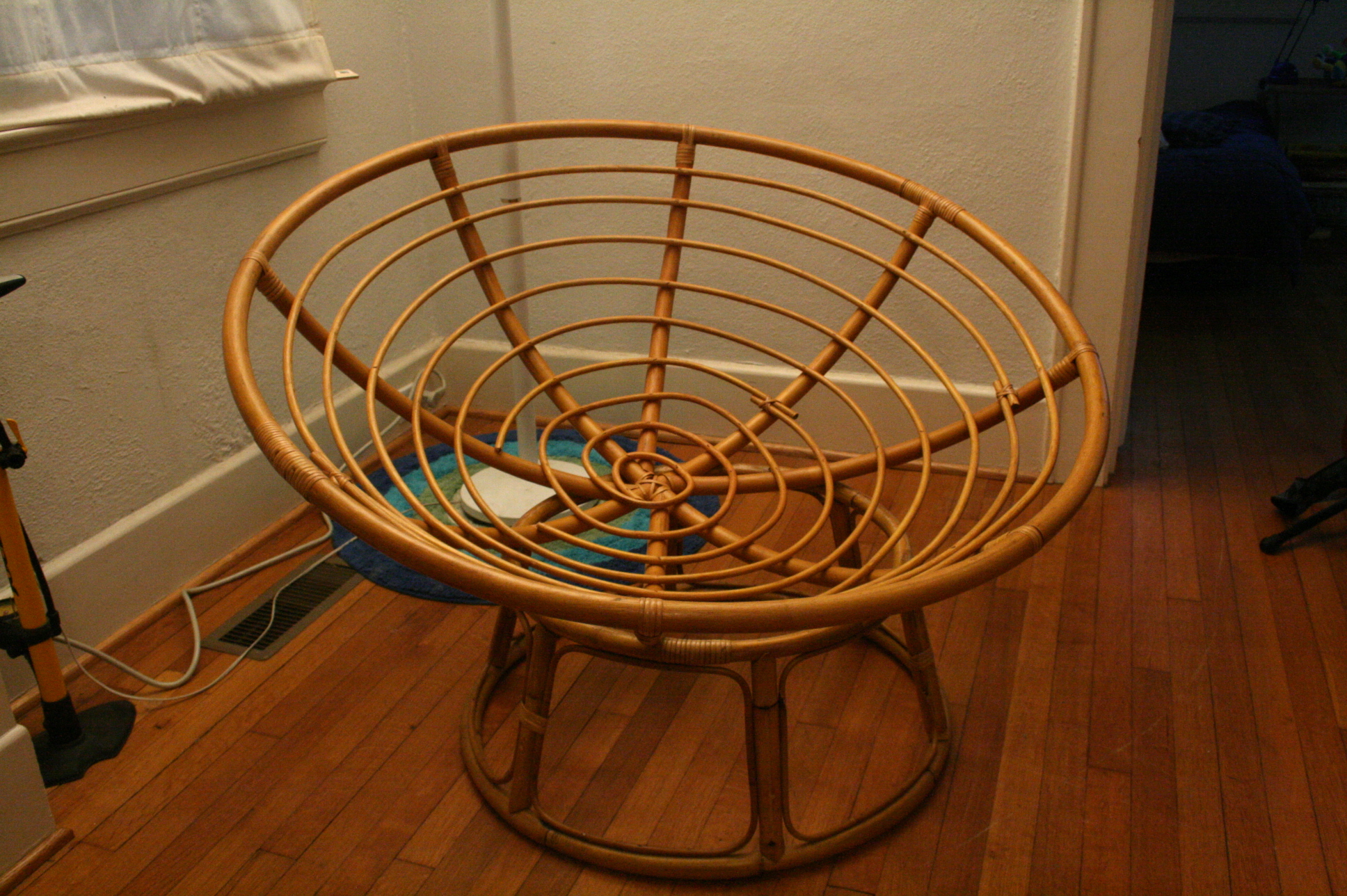
Konstrukce

Papasan patří mezi jednoduché řemeslné výrobky košíkářství. Má rámovou konstrukci z ohýbaných ratanových kmenů a větví, spojovaných lýkem. Skládá se ze dvou kruhových rámů – horního a spodního dílu s vnitřním výpletem. Tyto díly nejsou pevně spojeny, a tak lze polohu sedu či lehu nastavovat pro pohodlí. Komfort sezení zvyšuje polštář kruhového tvaru, obvykle polstrovaný s bavlněným potahem, který vyplňuje celou plochu horního dílu. Polštář se volně vkládá. Orientální papasany mívají pestrobarevný potah vzorovaný ornamentem.
Průmyslově vyráběné varianty papasanů mívají navíc ohýbané područky nebo je ratan nahrazen syntetickým materiálem, který dobře odolává vlhku. Módní varianty mohou mít barvený ratan hnědý, černý nebo červený.
K výhodám křesla patří jeho lehkost, mobilita a snadná údržba; k nevýhodám labilita sedáku, křehkost ratanu a malá nosnost konstrukce.